# María Lionza

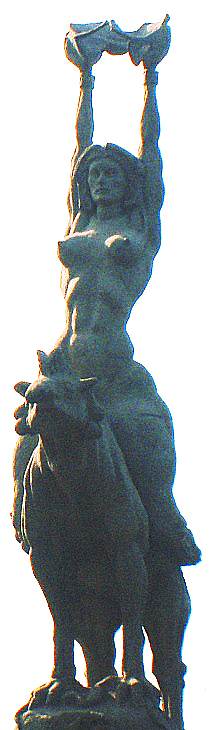
Estatua de María Lionza en Caracas (foto de 2011).

María Lionza, María de la Onza, Yara, o Guaichía es una deidad femenina perteneciente al espiritismo venezolano y que es producto del sincretismo entre creencias católicas, indígenas y africanas. El origen de su culto data del siglo XX. Cada 12 de octubre se hacen ceremonias en torno a su figura en la Montaña de Sorte, Yaracuy. 
María Lionza es una de las "Tres Potencias Venezolanas", tres de las figuras centrales del culto espiritista venezolano, junto con el cacique Guaicaipuro –jefe de las tribus indígenas que se opusieron a los españoles durante la colonización de Venezuela–, y el Negro Felipe –soldado que presuntamente habría participado en las guerras de Independencia de Venezuela.

## Descripción y orígenes
De acuerdo con la antropóloga venezolana Daisy Barreto, las referencias más antiguas al culto se encuentran en testimonios orales que datan de principios del siglo XX, en los cuales campesinos de la región de Yaracuy y algunas áreas adyacentes discuten la existencia de una devoción de origen campesino y afrovenezolano a la reina María Lionza en las sierras de la montaña Sorte en Chivacoa. En ese tiempo, el culto se circunscribía a esa pequeña región y estaba basado en la devoción a los antepasados, en su mayor parte caciques indígenas, espíritus africanos de Kongo, Dahomey, Yoruba, afrovenezolanos importantes de la historia y héroes de la independencia venezolana.
La importancia que la religión de María Lionza tiene en Venezuela y en otros países cercanos es tal que más de 5000 devotos han participado en algún ritual "marialioncero". Representada popularmente como una diosa o reina, María Lionza es la figura central del llamado espiritismo marialioncero, culto en el que se mezclan ritos indígenas y africanos y que ha absorbido elementos místicos y teológicos de otras culturas.
A pesar de que se considera de origen indígena, también se representa como una mujer blanca con una corona de oro en la cabeza.
No existe documentación histórica sobre la mujer representada, pero sí numerosas teorías contemporáneas sobre el origen del mito basadas en la tradición oral venezolana. Estas historias, aunque diferentes, coinciden en señalar a María Lionza como un ser sobrehumano, que habita las montañas de Sorte en el estado de Yaracuy, desde donde el culto se extendió al resto del país alrededor del año 1900. Por esta razón, la región de Sorte es un sitio de peregrinación constante de los creyentes del culto marialioncero.
En 1939, Gilberto Antolínez registró por primera vez el mito de María Lionza de manera escrita. Esta fue la primera investigación que se hizo en torno al símbolo de la mujer y la naturaleza, elementos fundamentales de este mito y de la cultura venezolana.
En 2020, la Universidad de los Andes (universidad pública en Mérida, Venezuela) publicó el libro María Lionza. Divinidad sin fronteras, el cual incluye una revisión exhaustiva del mito, sus inicios y estado actual, sus principales estudiosos y representantes, así como el impacto del mito en la sociedad venezolana.

## Culto y espiritismo

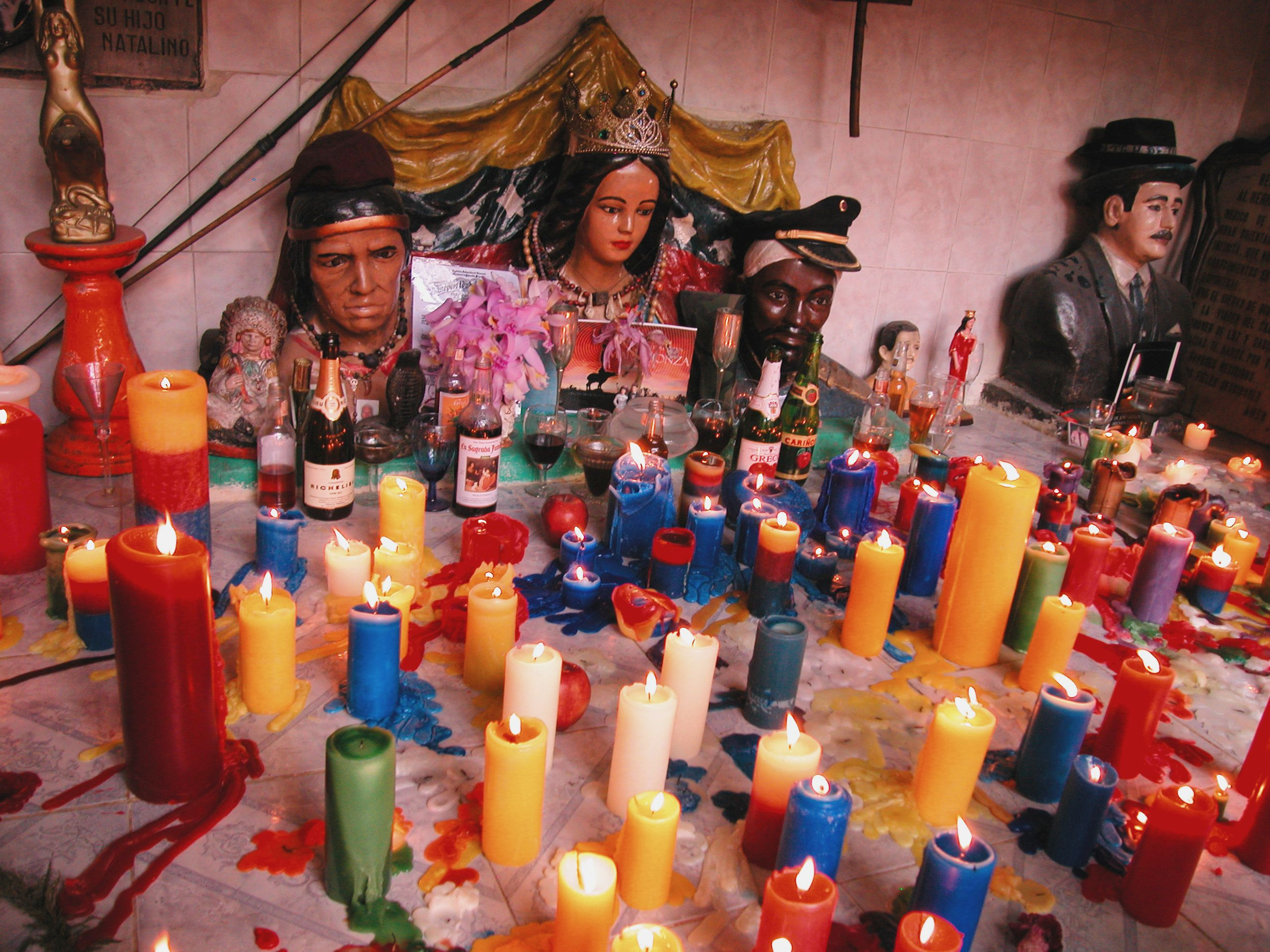
Altar Mayor de María Lionza en la Montaña de Sorte, Estado Yaracuy.

En general, en los ambientes académicos venezolanos se considera que este culto rural de principios de siglo era una síntesis de algún tipo de prácticas y creencias de origen indígena que sufrieron la acción de la evangelización católica y se mezclaron posteriormente con elementos africanos traídos por los esclavos que fueron llegando a las haciendas de la región. Las tradiciones de comunicación en trance (médiums que buscan canalizar las almas de los muertos) pueden haber comenzado alrededor de los siglos XIX y XX en América Latina, popularizadas por las enseñanzas del francés Allan Kardec. En cualquier caso, los detalles específicos de estas mediaciones permanecen en la oscuridad y son todavía objeto de especulación.

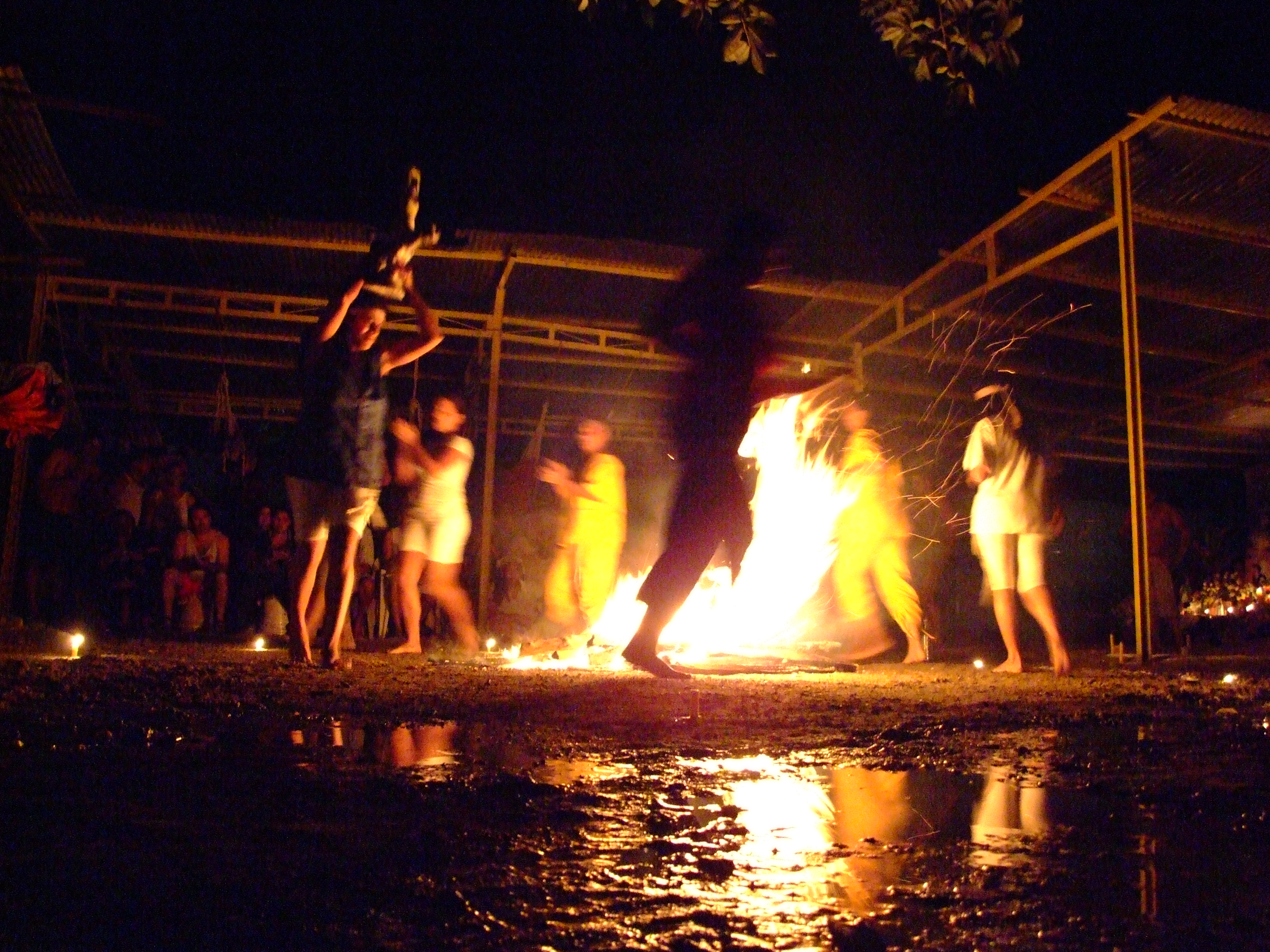
Baile en Candela, Sorte, 12 de octubre de 2006.

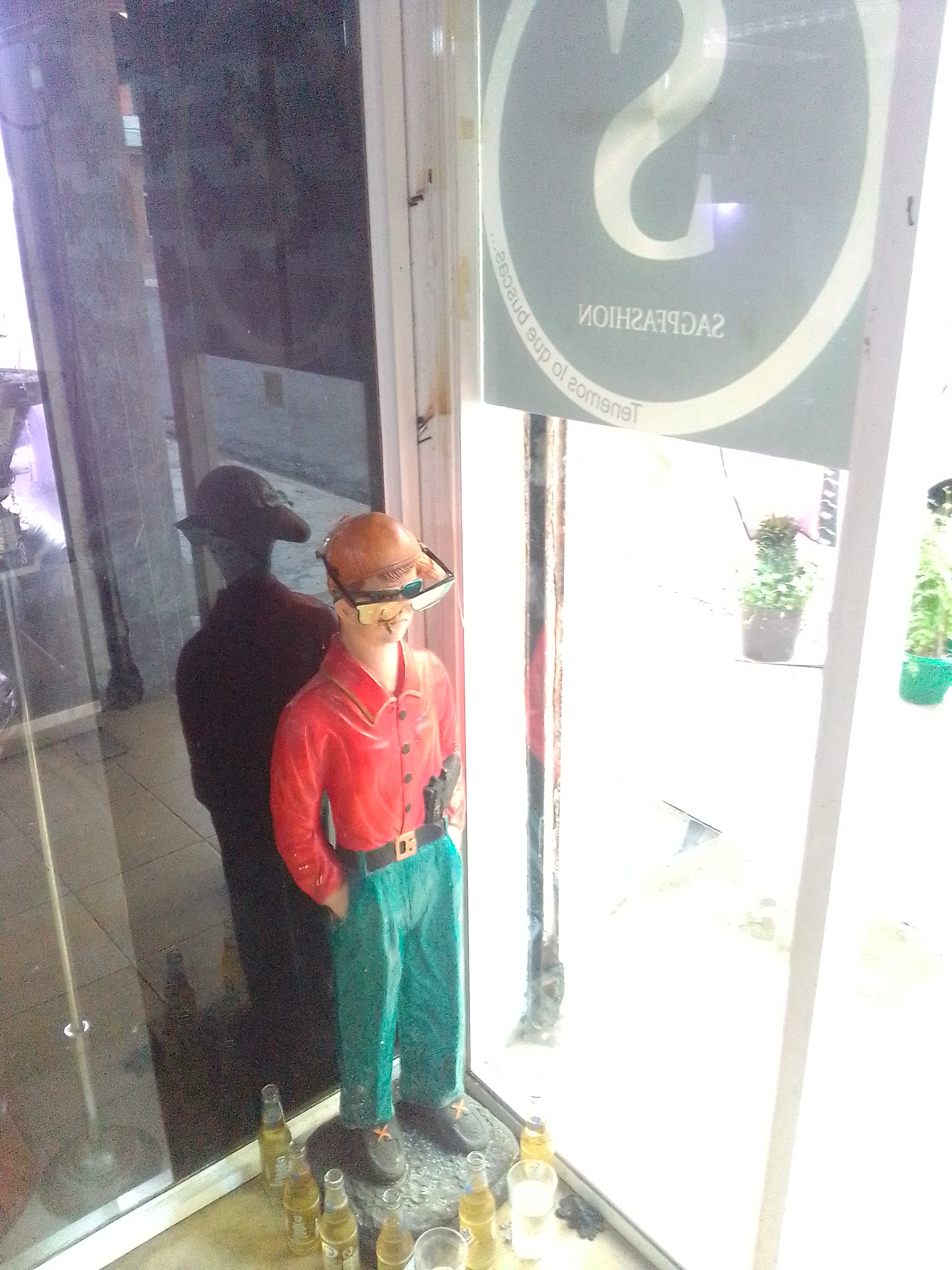
Escultura de Ismael "Ismaelito" Sánchez de la corte malandra.

El culto a María Lionza se extiende por buena parte de Venezuela, principalmente en la zona central del país. Pero es en la montaña del Sorte, en Yaracuy, donde tiene su máxima expresión. Los creyentes de este culto van a la montaña, y llenan todos los lugares disponibles para armar sus portales y realizar sus ritos. Subiendo a un lado del río que baja de la montaña, se puede ver a los feligreses que se sumergen en los pozos y se bañan bajo las caídas de agua, para hacer purificaciones y despojos. En los portales, la gente observa admirada cuando un creyente es poseído por uno de los espíritus que son invocados para hacer alguna purificación. Estos espíritus hablan a través de quien es poseído y traen mensajes para los presentes. Hay distintos orígenes de María Lionza, y con el paso del tiempo las versiones que van de boca en boca van mutando y se van multiplicando. Al igual que muchas otras manifestaciones religiosas en Venezuela, el culto a María Lionza es producto de todo un mestizaje cultural y racial. No en vano, el día más importante en el culto que se práctica en el Sorte es justamente el 12 de octubre, día de la Hispanidad.
El culto a María Lionza se distingue por el sincretismo, y alcanza su día máximo de celebración el 12 de octubre, en el día feriado denominado Día de la Resistencia Indígena, en el sector Quibayo tienen el 20 de noviembre como el día en que celebran una promesa hecha por Juana de Dios, sacerdotisa del sector que vivió muchos años allí. Sus representantes espirituales, las tres potencias, el culto y la celebración se extiende a lo largo y ancho del territorio venezolano e incluso internacionalmente, en todos aquellos países donde existen colonias venezolanas. Otra fecha importante es la Semana Santa, cuando las peregrinaciones alcanzan su punto máximo. Estas celebraciones incluyen desde las más modestas ofrendas como flores y velas hechas en el hogar, rezos e inciensos, hasta la bajada de espíritus a través de médiums en cualquier lugar de Venezuela y especialmente en Sorte, lugar de grandes peregrinaciones, para presenciar los bailes de candela (danza ritual sobre brasas ardientes).
El tradicional baile de candela, que se celebra el 12 de octubre en el monumento natural de María Lionza, en Yaracuy, reúne a miles de personas que asisten para rendir culto a su reina esotérica, o simplemente para hacer turismo alrededor de la mágica manifestación cultural. El monumento natural tiene tres accesos principales: Sorte, por el municipio Bruzual, y El Loro y Quibayo, por Urachiche. El Baile en Candela consiste en varios ritos que realizan creyentes y seguidores en honor a la reina espiritual María Lionza, personaje mítico que forma parte de leyendas ancestrales indígenas de la zona. Los cambios económicos de la Venezuela rural (agrícola) a urbana (industria petrolera), generó el desplazamiento de muchas personas hacia la ciudad y se cree que fue así como muchos yaracuyanos trajeron consigo a la capital el culto a la diosa indígena.
El mito de María Lionza es un sistema de doctrinas en eterna hechura y cambio, pero que es expresión de muchos elementos de la identidad cultural venezolana, por una parte; y por otra, de la permeabilidad de esta -por lo que se tilda de "espuria" a prácticas provenientes de otras tradiciones, que se integran al culto de un modo espontáneo, informal, y a veces muy superficial.
El culto a María Lionza se organiza en distintas "Cortes" o grupos de personajes asociados a una característica común; cada uno de ellos sigue ritos particulares y son venerados con distintos objetivos. Entre las cortes reportadas están: Kalé o Malandra, Celestial, Negra, Médica, India, de los don Juanes y Chamarrera. La Corte Malandra o Kale está integrada por un grupo de personas conocidas por sus vidas vinculadas a actividades delictivas. La Corte Médica está integrada por profesionales de la medicina, incluyendo a José Gregorio Hernández y José María Vargas.

### Relación con la naturaleza

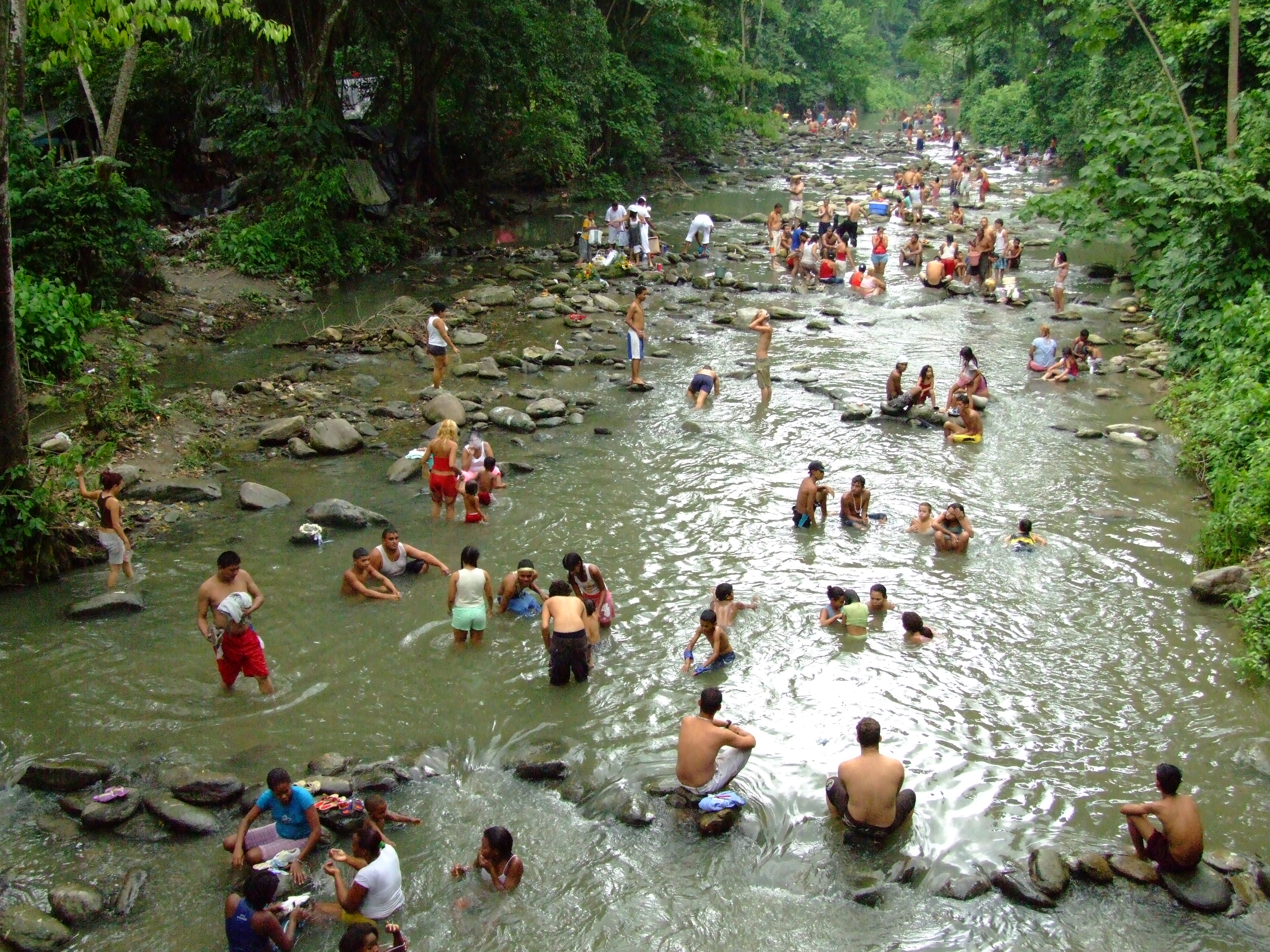
El Río Yaracuy en su paso por la montaña de Sorte.

La vinculación entre el mito de María Lionza y la naturaleza se hace evidente en el estado Yaracuy, próximo a la población de Chivacoa, donde se encuentra el macizo de Nirgua, el cual fue declarado Monumento Nacional María Lionza en 1960. En este monumento se origina el Río Yaracuy, el cual surte de agua a todo el estado y desemboca en el Mar Caribe, se caracteriza por su selva nublada y entre su fauna se destaca la danta, la cual es un elemento que forma parte del mito.
En este patrimonio natural se conjugan los valores de la diversidad biológica con las creencias y rituales destinados a la Diosa. Lo cual califica a este espacio como un paisaje cultural donde convive el ambiente y la cultura en torno al mito. Para el Instituto de Patrimonio Cultural el mito de María Lionza simboliza la manera en que se gesta el mestizaje biológico y cultural de Venezuela. En él se expresan las raíces indígenas, europeas y africanas que conforman el mapa de Venezuela. Por tal motivo, desde el año 2000 varias instituciones académicas, vienen trabajando en la elaboración del expediente para su declaratoria como patrimonio de la Nación, entre las que destaca la Escuela de Antropología de la Universidad Central de Venezuela (UCV), la Universidad Nacional Experimental de Yaracuy (UNEY) y el IPC.

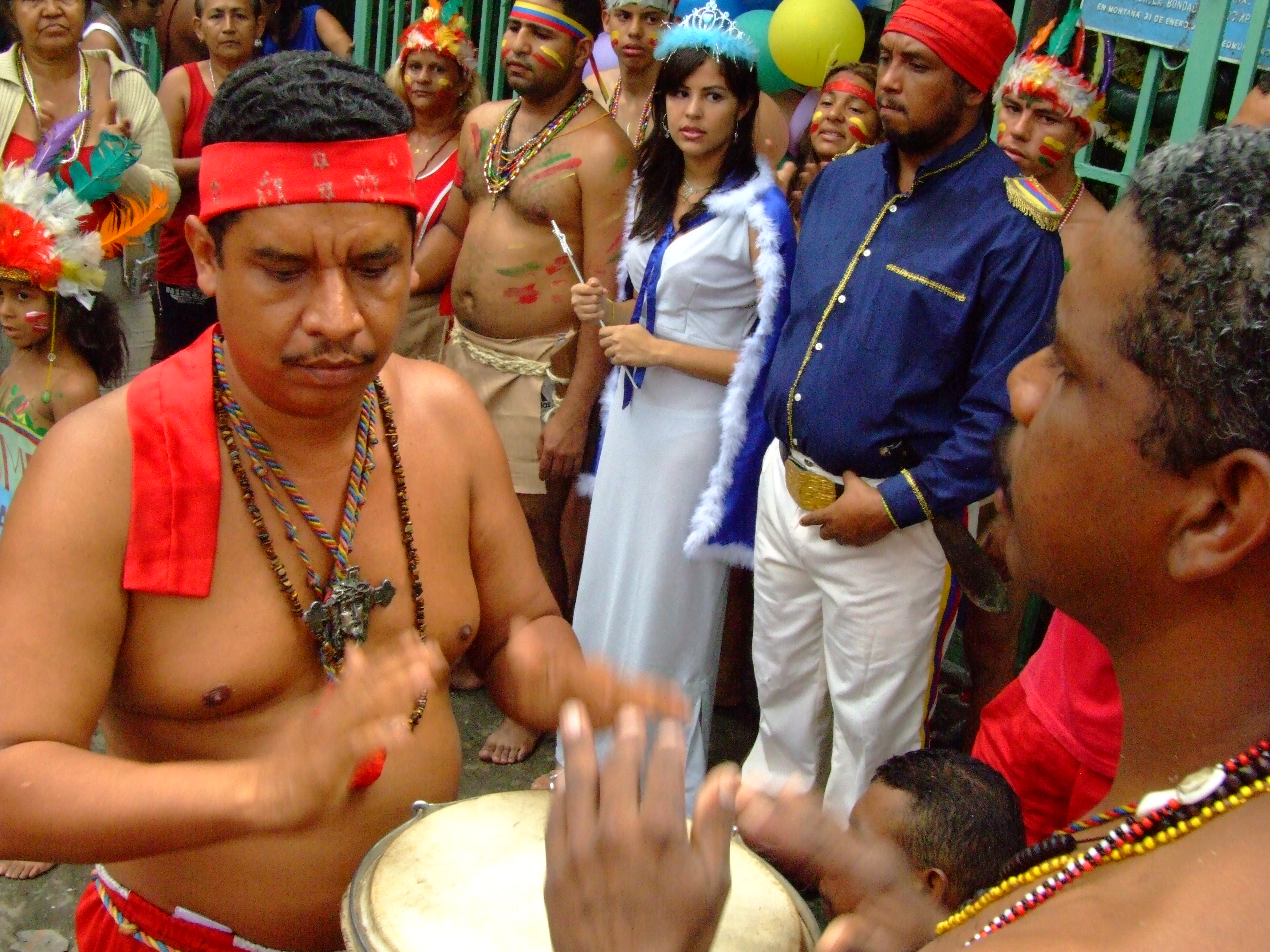
Representación de las tres potencias: María Lionza, Negro Felipe y Cacique Guaicaipuro. Yaracuy, Sorte 2008.

## Monumento en Caracas

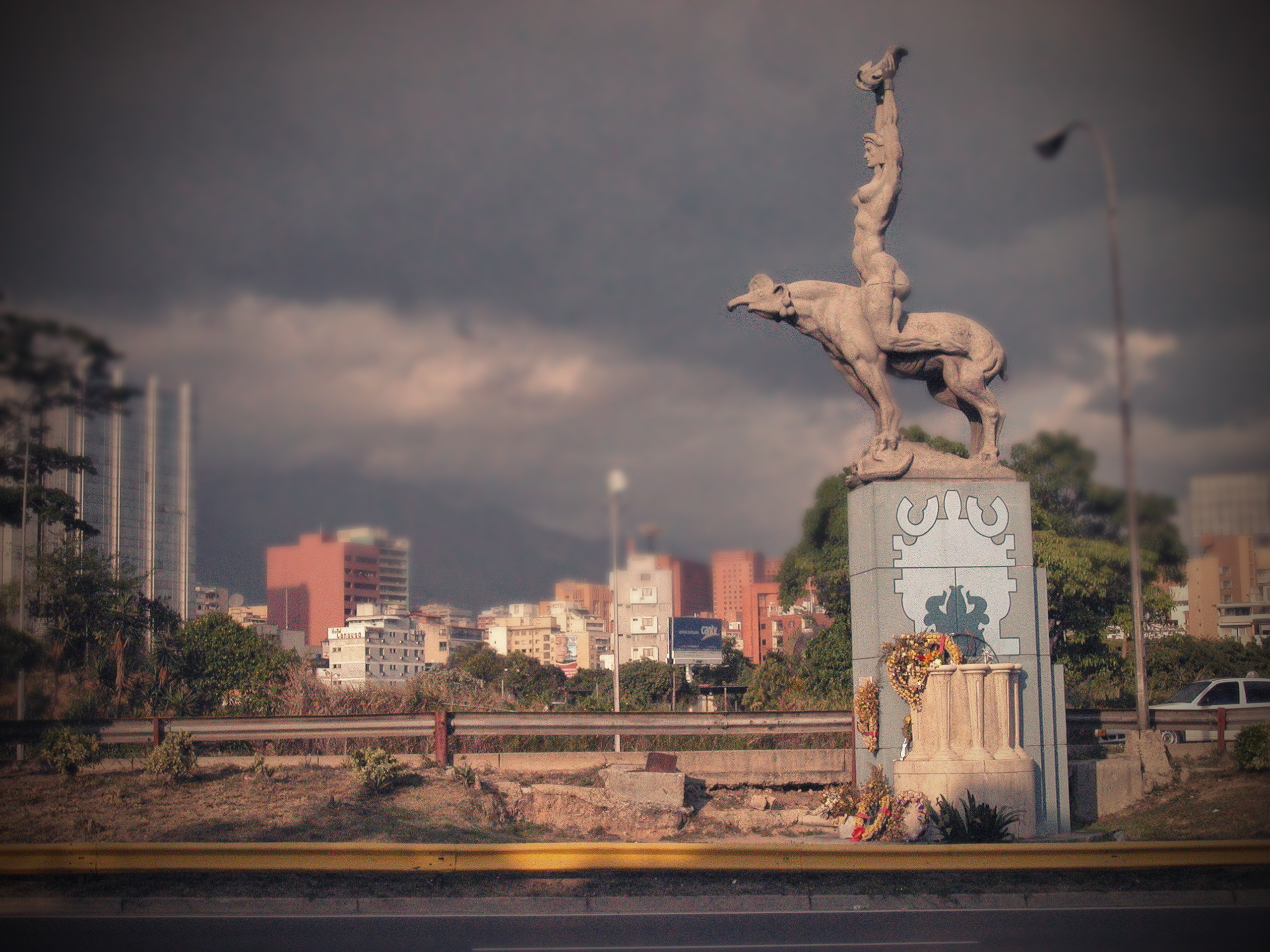
Estatua de María Lionza en Caracas, Escultura obra de Alejandro Colina.

El escultor Alejandro Colina la inmortalizó para el mundo como una mujer desnuda de musculatura atlética, sobre una danta (tapir macho, adorado por tribus indígenas), y con las manos extendidas en las que sostiene un hueso de pelvis femenina (símbolo de la fertilidad) en sus pies la danta aplasta a unas serpientes, símbolos de envidia y egoísmo. Esta escultura se realizó durante el gobierno de Marcos Pérez Jiménez. Está en la autopista Francisco Fajardo, justo al lado de la Universidad Central de Venezuela (UCV).
Actualmente, la pieza está en custodia de la UCV, en las instalaciones de la Casona Ibarra. El traslado de sus partes se efectuó satisfactoriamente desde la autopista hasta la UCV, a través de un trabajo multidisciplinario de la Comisión para la Preservación y Desarrollo (COPRED). El IPC en su papel de órgano rector en la conservación del patrimonio del país realiza visitas de carácter informativo, con el fin de conocer los lineamientos y metodologías que se esperan ejecutar en el proceso de intervención. 
La imagen de María Lionza que esculpiera Colina representa a una diosa indígena cuyo culto tiene su origen en la Serranía de Sorte en el estado Yaracuy y cuya práctica se ha extendido a otros países latinoamericanos y caribeños como Puerto Rico, República Dominicana y Colombia. Quienes visitan el monumento suelen depositar allí cartas de petición, flores y coronas.
El número de fieles del culto de María Lionza, que reúne elementos mágico-religiosos de diferentes culturas, ha aumentado y quienes lo practican buscan la solución a sus problemas espirituales y materiales.

## Reserva natural

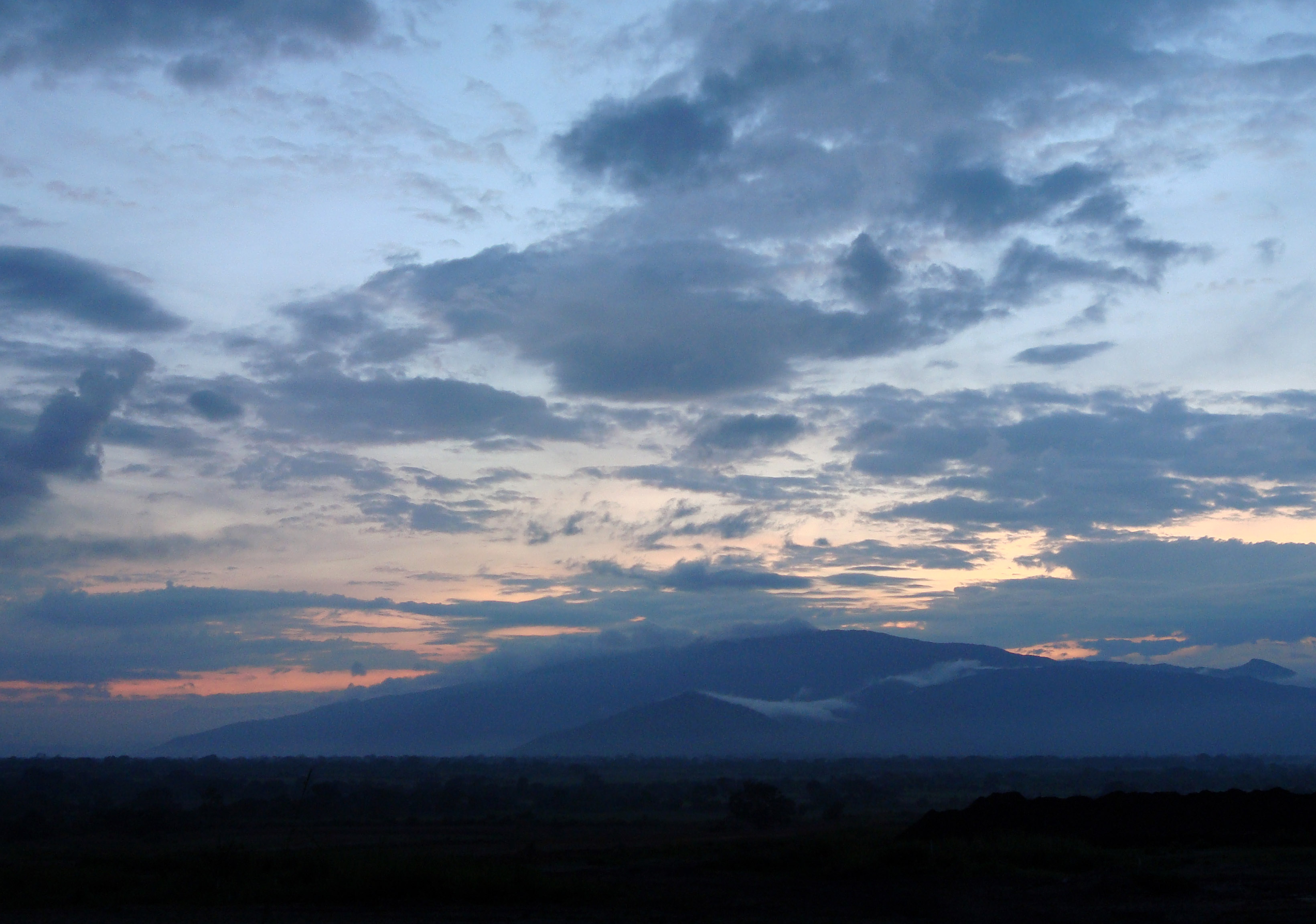
Amanecer en el cerro María lionza, estado Yaracuy

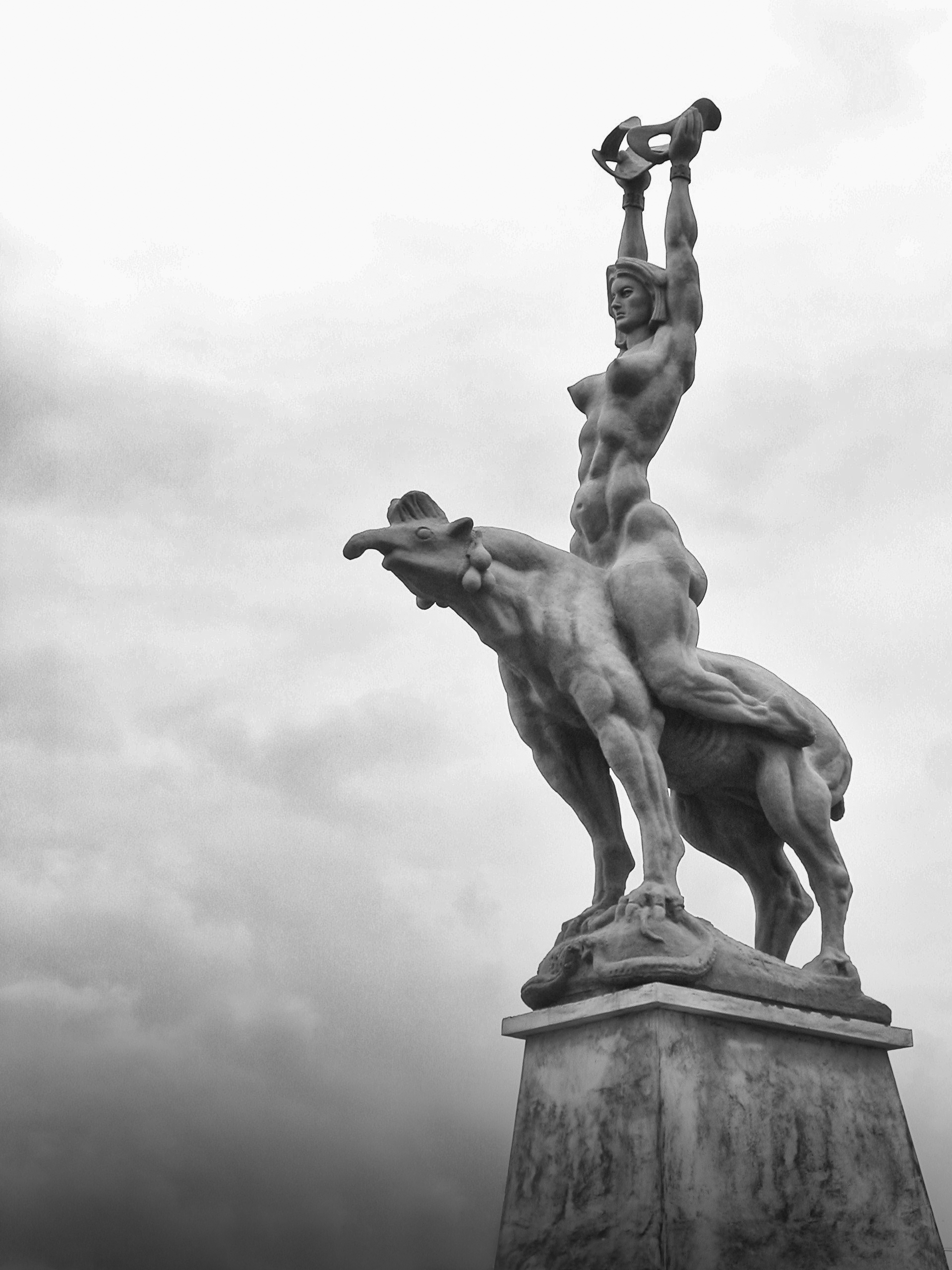
Estatua de María Lionza ubicada en la entrada Chivacoa, réplica de la estatua elaborada por Alejandro Colina en Caracas.

La montaña de Sorte, oficialmente conocida como Cerro María Lionza fue declarado monumento natural mediante el Decreto n.º 234 del 18 de marzo de 1960. Se trata de un macizo montañoso donde nace el río Yaracuy y donde se celebra los cultos de María Lionza cada año.
El Gobierno de Rómulo Betancourt  de 1958-1963, declara el 18 de marzo de 1960 al Cerro María Lionza como Monumento Natural, a la vez persigue y detiene a los que practican el culto. En fechas anteriores y posteriores a tal declaratoria en la Gaceta Oficial de Venezuela, ubicamos en la prensa de circulación nacional artículos referidos a la detención de  diversos “brujos” en las zonas de Acarigua-Araure, en el Estado Portuguesa, San Cristóbal en el Estado Táchira, y a otros oriundos del Estado Yaracuy. A estos detenidos se les imputa el delito de ejercer ilegalmente la medicina, recibir dinero de gente humilde y practicar la brujería, aparte de estigmatizarlos como actores ridículos que atentan “contra las costumbres y el criterio sano” de los que allí habitan.[cita requerida]
Angelina Pollak-Eltz (1987: 67)[cita requerida] nos informa que durante el primer mandato del Dr. Rafael Caldera (1969-1974), se persiguió a los cultistas y se destruyeron algunos santuarios en la montaña. En este sentido, Bracho (2004: 85) informa sobre el cierre de la Montaña que se hizo en 1965, de acuerdo a un decreto del Gobierno Nacional en el mes de abril, debido a informes que mostraban que los que asistían a dicho sector no lo hacían con intenciones religiosas “si no a festejar hasta destruir el medio ambiente y beber alcohol -actividades prohibidas en un Parque Nacional-. Lo cual traía como consecuencia disputas violentas, a veces con saldos lamentables”. Indica Bracho, además, que luego de siete meses fue restablecido el ingreso y desde entonces la Montaña no se volvió a cerrar.
Luego de treinta y tres años de la declaración del “Cerro María Lionza” como monumento natural, es en 1993 cuando se publica en Gaceta Oficial (N.º 4525) el Plan de Ordenamiento y Reglamento de Uso del mismo, instrumento que para Ferrándiz (1999: 12) constituye una forma de reglamentar el uso de la montaña, y que establece normas que los creyentes no respetan u omiten por no mostrarse dispuestos a ajustar sus prácticas a dicha ordenanza. (Marchán, 2007. Pág 37-38, 41).

## En la cultura popular
El cantante panameño Rubén Blades y el cantante puertorriqueño Willie Colón, interpretaron la canción «María Lionza» como homenaje, en el álbum Siembra.